# Mendah
Mendah is een bestuurslaag in het regentschap Ogan Komering Ulu van de provincie Zuid-Sumatra, Indonesië. Mendah telt 2969 inwoners (volkstelling 2010).